# Financiamento climático na África
O financiamento climático na África se refere a recursos financeiros como empréstimos, subsídios ou dotações orçamentais nacionais para a mitigação, adaptação ou resiliência às alterações climáticas no continente.
Embora os fluxos de financiamento climático para a África tenham aumentado em 48% — de US$ 29,5 bilhões em 2019/20 para US$ 43,7 bilhões em 2021/22 — ainda há uma lacuna considerável de financiamento. Para atender às necessidades financeiras das Contribuições Nacionalmente Determinadas (NDCs) da África, os fluxos anuais de financiamento climático devem quadruplicar a cada ano até 2030. Essa necessidade ressalta os custos crescentes de ações tardias, bem como as desigualdades pronunciadas na distribuição financeira entre as nações e as dificuldades persistentes na mobilização de capital privado e nacional.

## A vulnerabilidade climática de África e a necessidade de financiamento
A África sofre consequências severas das mudanças climáticas, com o continente enfrentando um fardo econômico equivalente a 5–15% do seu PIB per capita a cada ano devido a questões relacionadas ao clima. Estima-se que 278 milhões de pessoas na África sofram de fome crônica e aproximadamente 250 milhões vivam em áreas com alto estresse hídrico. Apesar destes desafios, a África possui um potencial substancial, particularmente nas áreas das energias limpas e renováveis.
Em 2022, o financiamento climático na África teve um aumento significativo após um período de estagnação devido ao impacto econômico da pandemia de COVID-19. Os fluxos de financiamento climático para a África aumentaram 48%, passando de US$ 29,5 bilhões em 2019/2020 para US$ 43,7 bilhões em 2021/2022. Em particular, em 2022, o investimento climático anual de África ultrapassou os US$ 50 bilhões pela primeira vez.
Para atender às necessidades de investimento para implementar suas Contribuições Nacionalmente Determinadas (NDCs), os fluxos de financiamento climático da África devem quadruplicar anualmente até 2030. Atualmente (2024), apenas 23% das necessidades financeiras estimadas estão sendo atendidas. O déficit de investimento é substancial tanto para os esforços de mitigação como de adaptação, com apenas 18% das necessidades anuais de mitigação e 20% das necessidades de adaptação satisfeitas em 2021/2022.
O financiamento climático para a África permaneceu predominantemente na forma de dívida, apesar da alta vulnerabilidade da região a encargos desse tipo. Aproximadamente 51% dos fluxos de financiamento climático para África são baseados em dívida, repartidos igualmente entre dívida de baixo custo e dívida a taxas de mercado.